# La Muraz
La Muraz è un comune francese di 974 abitanti situato nel dipartimento dell'Alta Savoia, della regione dell'Alvernia-Rodano-Alpi.

## Società

### Evoluzione demografica
Abitanti censiti